# Holger J. Pletsch
Holger Johannes Pletsch (* 16. August 1982) ist ein deutscher Physiker.
Pletsch studierte an der Universität Kaiserslautern und der University of Wisconsin–Milwaukee und wurde 2009 an der Leibniz-Universität Hannover promoviert (Data analysis for continuous gravitational waves: deepest all sky surveys).  Seit 2013 ist er unabhängiger Forschungsgruppenleiter am Max-Planck-Institut für Gravitationsphysik (Albert-Einstein-Institut) in Hannover.
Pletsch ist einer der führenden Wissenschaftler bei dem Projekt Einstein@home für verteiltes Rechnen zur Suche nach Pulsaren in Daten des Laser Interferometer Gravitational Wave Observatory, dem Arecibo-Radioteleskop und des Weltraumteleskops Fermi für Gammastrahlen-Astronomie. Unter anderem gelang ihm die erstmalige Entdeckung eines Millisekundenpulsars einzig anhand seiner gepulsten Gammastrahlung.

## Auszeichnungen
2009 erhielt er als jüngster Doktorand mit hervorragender Promotion den Dieter-Rampacher-Preis der Max-Planck-Gesellschaft.
Im selben Jahr verlieh das Gravitational Wave International Committee (GWIC) ihm den internationalen GWIC-Thesis Prize für die beste Dissertation auf dem Gebiet der Gravitationswellenastronomie.
2013 erhielt er den Heinz Maier-Leibnitz-Preis für die Entwicklung effizienter Datenanalyse-Methoden, die für die Entdeckung von Gravitationswellen genutzt wird und mit der auch die Entdeckung neuer Pulsare in der Gammastrahlen-Astronomie gelang.
2014 wurde er mit einer Forschungsförderung im Rahmen des Emmy Noether-Programms der  Deutschen Forschungsgemeinschaft ausgezeichnet.
2014 wurde er vom Capital Wirtschaftsmagazin im Bereich „Junge Elite“ in der Wissenschaft als einer der „Top 40 unter 40“ in Deutschland genannt. Für die Zeitung Die Welt zählt er ebenso zu den 40 Toptalenten unter 40, die Deutschland prägen werden.